# Учан, Дилара
Дила́ра Уча́н (тур. Dilara Uçan; род. 15 апреля 2002) — турецкая тяжелоатлетка, выступающая в весовой категории до 81 кг. Бронзовый призёр чемпионата Европы 2022 года. 

## Биография
Дилара Учан родилась 15 апреля 2002 года.

## Карьера
Дилара Учан завоевала серебряную медаль на молодёжном чемпионате Европы 2018 года в весовой категории до 75 килограммов. В первом виде — рывке — Учан подняла 81 килограмм, а в толчке 101 кг.
Учан участвовала на взрослом чемпионате мира 2018 года в Ашхабаде, где стала 18-й в новой весовой категории до 81 кг. Она улучшила результат в рывке, подняв 81 кг, а затем толкнула 106 кг, завершив выступления с суммой 190 кг.
На чемпионате международной солидарности стала шестой в категории до 76 килограммов, подняв в сумме 180 кг.
На молодёжном чемпионате мира в 2019 стала пятой в весовой категории до 81 кг с результатом 190 кг. На молодёжный чемпионат Европы она была заявлена в более «низкую» категорию до 76 кг, где установила личный рекорд — 218 кг в сумме (96 + 122) и завоевала серебро.